# Alligator Island, Nunavut
Alligator Island är en ö i Kanada.   Den ligger i Frobisher Bay i territoriet Nunavut, i den östra delen av landet, 2 100 km norr om huvudstaden Ottawa. Arean är 0,97 kvadratkilometer.
Terrängen på Alligator Island är platt. Öns högsta punkt är 93 meter över havet. Den sträcker sig 1,2 kilometer i nord-sydlig riktning, och 1,4 kilometer i öst-västlig riktning.